# L'Exception à la règle
Pour plus de détails, voir Fiche technique et Distribution.
L'Exception à la règle (Rules Don't Apply) est un film biographique américain réalisé par Warren Beatty, sorti en 2016.

## Synopsis
En 1958, la jeune Marla Mabrey débarque à Hollywood pour devenir actrice. Elle fait la connaissance de Frank Forbes, un jeune chauffeur ambitieux arrivé quelques semaines auparavant à Los Angeles. Tous deux vont alors se faire employer par le célèbre milliardaire Howard Hughes. Ils finissent par tomber amoureux, malgré les règles imposées par leur imprévisible patron.

## Fiche technique
- Titre original : Rules Don't Apply
- Réalisation : Warren Beatty
- Scénario : Warren Beatty
- Direction artistique : Jeannine Oppewall
- Costumes : Albert Wolsky
- Photographie : Caleb Deschanel
- Montage : Billy Weber, F. Brian Scofield, Leslie Jones et Robin Gonsalves
- Production : Warren Beatty, Molly Conners, Brett Ratner et Christopher Woodrow
- Sociétés de production : New Regency Pictures, RatPac Entertainment et Worldview Entertainment
- Sociétés de distribution : 20th Century Fox (États-Unis, Canada, Royaume-Uni)
- Pays d’origine :  États-Unis
- Langue originale : anglais
- Tournage : du 24 février 2014 au 8 juin 2014
- Format : couleurs - 1,85:1 - Dolby Digital / Dolby Atmos
- Genre : biopic, comédie dramatique, romance
- Durée : 127 minutes
- Dates de sortie[1] :
  -  États-Unis : 23 novembre 2016
  -  France : 28 février 2017 (DVD)

## Distribution
- Warren Beatty (VF : Bernard Tiphaine) : Howard Hughes
- Alden Ehrenreich (VF : Benjamin Jungers) : Frank Forbes
- Lily Collins (VF : Jessica Monceau) : Marla Mabrey
- Annette Bening (VF : Pauline Larrieu) : Lucy Mabrey
- Matthew Broderick (VF : William Coryn) : Levar Mathis
- Alec Baldwin (VF : Bernard Lanneau) : Robert Maheu
- Haley Bennett (VF : Sandra Valentin) : Mamie Murphy
- Candice Bergen (VF : Evelyn Séléna) : Nadine Henly
- Dabney Coleman (VF : Serge Bourrier) : Raymond Holliday
- Steve Coogan (VF : Patrick Mancini) : colonel Briggs
- Ed Harris (VF : Georges Claisse) : M. Bransford
- Amy Madigan : Mrs. Bransford
- Megan Hilty (VF : Flora Kaprielen) : Sally
- Louise Linton : Betty
- Oliver Platt (VF : Daniel Lafourcade) : Forester
- Martin Sheen (VF : Marcel Guido) : Noah Dietrich
- Paul Sorvino (VF : Patrice Melennec) : Vernon
- Taissa Farmiga (VF : Delphine Rivière) : Sarah Bransford
- Paul Schneider : Richard Miskin
- Chace Crawford : un jeune acteur
- Patrick Fischler : un réalisateur
- Ron Perkins (VF : Pascal Germain) : sénateur Ferguson
- Peter Mackenzie : Gene Handsaker
- Joshua Malina : Herb
- Michael Badalucco : Solly
- Holmes Osborne : Cappy
- Julio Oscar Mechoso (VF : Mathieu Lagarrigue) : Anastasio Somoza Debayle